# Newquay Zoo
Koordinaten: 50° 24′ 41″ N, 5° 4′ 9,8″ W
Der Newquay Zoo ist ein zoologischer Garten in Newquay (Cornwall, England). Er liegt auf einer Fläche von etwa 5,2 Hektar im Trenance Leisure Park und kooperiert mit dem Paignton Zoo und dem Living-Coasts-Projekt, mit denen er zum Whitley Wildlife Conservation Trust gehört.

## Tierbestand
Der Newquay Zoo beherbergt über 130 Tierarten und beteiligt sich an verschiedenen Nachzuchtprogrammen, so unter anderem für Schopfaffen (Macaca nigra), Visayas-Pustelschweine (Sus cebifrons) und Fleckenroller (Chrotogale owstoni).

## Auszeichnungen
Der Newquay Zoo hat mehrere Auszeichnungen als Touristenattraktion und als umweltfreundliches Unternehmen erhalten, darunter mehrmals den Green Tourism Business Scheme (GTBS) Gold Award, den Cornwall Sustainability Award und 2010 den Cornwall Tourism Awards in Silber für nachhaltigen Tourismus.